# Luigi Bolza
Luigi Bolza (Loveno, 1786 – Loveno, 9 febbraio 1874) è stato un poliziotto italiano con cittadinanza austro-ungarica il cui nome è legato al processo dei patrioti italiani del 1821 fra i quali Federico Confalonieri e Silvio Pellico.

## Biografia
Nato in una famiglia comitale di Loveno --ma sembra che il titolo nobiliare fosse usurpato-- nel 1810 entrò nella polizia del Regno d'Italia napoleonico dove fu adibito in inchieste politiche; per es., fu infiltrato nella Massoneria e arrestò alcuni parroci di Varese e Barlassina che avevano copie di materiale religioso avverso a Napoleone. Con la Restaurazione (1814), essendo precario, non fu assunto immediatamente dall'amministrazione nel Regno Lombardo-Veneto.
Entrò in servizio nell'amministrazione austriaca per raccomandazione del capo della polizia Giuseppe Sormani al Bellegarde e impiegato in compiti di repressione politica. Per i successivi quarant'anni fu strumento dell'Austria in Lombardia; il suo nome è legato al processo di Federico Confalonieri, che il Bolza accompagnò alla fortezza dello Spielberg, e degli altri congiurati nel 1821 e poi nel 1831. Divenne particolarmente odiato per aver represso duramente manifestazioni popolari quali un dissenso a uno spettacolo all'Arena nel 1831 o una cerimonia religiosa nel 1847. Durante le Cinque giornate di Milano, scovato nel suo nascondiglio, fu risparmiato per l'intervento generoso di Carlo Cattaneo. In seguito fu l'inquisitore di don Enrico Tazzoli. I suoi figli si distinsero invece nelle guerre di indipendenza italiane.
Scrisse un libro di memorie autobiografiche (Misteri della polizia austriaca in Italia narrati dal conte L.B., ex commissario superiore di polizia, pubblicato a Milano da F. Scorza nel 1863).